# 扬·布兰德
扬·布兰德（荷蘭語：Jan Brand，1908年6月24日—1969年6月29日），生于阿姆斯特丹，荷兰前男子曲棍球运动员。他曾代表荷兰国家队参加1928年夏季奥林匹克运动会曲棍球比赛，获得一枚银牌。